# Desmognathus imitator
Desmognathus imitator é uma espécie de salamandra da família Plethodontidae.
É endémica da América do Norte.
Os seus habitats naturais são: florestas temperadas, rios, rios intermitentes, nascentes de água doce e áreas rochosas.